# Anastasija Dimitrowa-Moser
Anastasija Dimitrowa-Moser, bułg. Анастасия Георгиева Димитрова-Мозер (ur. 30 czerwca 1937 w Sofii) – bułgarska romanistka i polityk, długoletnia liderka ugrupowań odwołujących się do Bułgarskiego Ludowego Związku Chłopskiego (BZNS), deputowana do Zgromadzenia Narodowego 37., 38., 39. i 40. kadencji.

## Życiorys
Na początku lat 60. wyemigrowała do Stanów Zjednoczonych, gdzie jej ojciec uzyskał azyl polityczny. Na Georgetown University ukończyła filologię romańską (1972), doktoryzowała się później na George Washington University. W USA pracowała m.in. w Banku Światowym, centrum studiów antycznych w Waszyngtonie oraz w rozgłośni radiowej Głos Ameryki. Działała w bułgarskim komitecie narodowym w USA.
Do Bułgarii powróciła w 1990. Była członkinią zarządu oraz sekretarzem generalnym BZNS im. Nikoły Petkowa i współprzewodniczącą koalicji NS-BZNS, współtworzonego również przez Partię Demokratyczną. W 1994 po raz pierwszy wybrana do Zgromadzenia Narodowego, z powodzeniem biegała się o reelekcję w wyborach w 1997, 2001 i 2005, sprawując mandat poselski do 2009. W kadencji 2005–2009, na którą została wybrana z ramienia koalicji Bułgarski Związek Ludowy, pełniła funkcję wiceprzewodniczącej bułgarskiego parlamentu. Od 2008 do 2011 kierowała nową partią pod nazwą Obedineni Zemedełci.
Była żoną Charlesa Arthura Mosera, amerykańskiego krytyka literackiego.